# 民主工黨 (澳大利亞)
民主工党（英語：Democratic Labour Party）是澳大利亞的政黨。民主工党1955年由澳大利亚两大党之一的澳大利亚工党的开除党员组成，具有强烈的天主教背景，主要党员因强烈反共产主义理念而与主张容共的工党领袖H.V.伊瓦特的工党领导层决裂，被伊瓦特开除出党。建党之后，民主工党以反共的劳工阶级代表自居，在当时的冷战环境下取得一定影响力，并在选举中拨票给联盟党，以阻挠被民主工党指为共产党同路人的工党执政。受到民主工党和其他因素的影响，工党连续20多年未能执政，民主工党则在60年代和70年代初期掌握参议院的权利制衡。此后民主工党的号召力和党员数都逐渐减少，到了70年代中期已失去左右选举结果的能力，1978年全国各州和领地的民主工党党部（包括维多利亚州党部）都分别投票解散党部，民主工党从政治版图上消失。但事后维多利亚州党部宣布发现投票党员中有部分因有双重党籍而不符合投票资格，因此解散决议无效，维多利亚州党部成为唯一留存的民主工党党部。1986年，原来民主工党的关联工会决定回到工党怀抱，再度成为工党的关联工会。
2006年，民主工党突然再次崛起，在当年的维多利亚州议会参议院（立法会）赢得一席，2010年又在联邦大选中赢得一席参议院席位。2013年将党名的拼写从工党所用的“Labor”该为传统英式拼法“Labour”。2014年民主工党籍參議員约翰·麦迪甘（John Madigan）退黨，民主工黨失去在聯邦議會的議席。
民主工党的现代主张在社会议题上属于保守主义，反对堕胎、同性婚姻等，在经济议题上同时反对原始资本主义和極權社会主义，鼓吹分配主义作为“第三方案”。